# Сецесија плебејаца
Сецесија плебејаца (лат. secessio plebis) представљала је у раној историји античког Рима једно од најмоћнијих оружја плебејаца у њиховој борби против патриција. Сецесија је подразумевала масовно исељавање плебејаца из града Рима, што је била ефикасна стратегија јер је због бројчане надмоћи плебејаца остављала патриције у граду готово без икакве заштите од спољних непријатеља. Према аналистичкој традицији, било је три сецесије плебејаца:
Године 494. п. н. е., због злоупотребе власти од стране Апија Клаудија Инрегилског Сабинског, плебејци су се иселили из Рима и отишли на неко, данас неидентификовано, „Свето брдо“ (Mons sacer). Патрицији су одговорили ослобађањем плебејаца од њихових дугова и допуштењем да плебејци бирају своје нарочите заступнике, назване "народни трибуни" (трибуни плебис). То је била прва магистратура доступна плебејцима. 
Године 449. п. н. е. плебејци су се поново иселили из града да би приморали патриције да се кодификује важеће законодавство. Патрицији су се жестоко опирали кодификацији, али су на крају попустили и именовали комисију од десет чланова (децемвири) која је објавила тзв. Законе дванаест таблица.
Године 287. п. н. е. плебејци су трећи и последњи пут масовно напустили град. Побуна је завршена доношењем „Хортензијевог закона“ (Lex Hortensia, названог тако јер га је предложио диктатор Квинт Хортензије), који је изједначио правну снагу одлука донетих у сенату и на седницама трибутских скупштина. Такође, плебејцима је допуштено да се кандидују за све државне положаје, да буду бирани у већину свештеничких колегија, те да склапају бракове с припадницима патрицијског сталежа. Укинуто је и дужничко ропство. 
- За модерну критику аналистичке традиције о сукобу сталежа у старом Риму, в. чланак Борба патриција и плебејаца.